# King of Burlesque
King of Burlesque (no Brasil, O Rei dos Empresários), é um filme de drama musical dirigido por Sidney Lanfield e protagonizado por Warner Baxter e Alice Faye.

## Sinopse
Um produtor se muda para trabalhar em um legítimo teatro e se dá bem até se casar com uma socialite. Após o seu divórcio, uma das cantoras de sucesso que trabalha para ele, acaba saindo de Londres onde estava em compromisso para poder ajudá-lo.

## Elenco
- Warner Baxter - Kerry Bolton
- Alice Faye - Pat Doran
- Jack Oakie - Joe Cooney
- Mona Barrie - Rosalind Cleve
- Arline Judge - Connie
- Jane Wyman - Dançarina (não-creditada)

## Prêmios e indicações
Academy Awards (EUA) (1936)
- Recebeu uma indicação na categoria de "Melhor Direção de Dança" - Sammy Lee (pelas músicas "Lovely Lady" e "Too Good to Be True")